# Cornibusella
Cornibusella is een monotypisch geslacht van schimmels behorend tot de familie Phacidiaceae. Het bevat alleen de soort Cornibusella ungulata.